# Skagen
Skagen es un cabo y una ciudad danesa en la región de Jutlandia Septentrional, en la punta más septentrional de Vendsyssel-Thy, una parte de la península de Jutlandia, en el norte del país. Skagen tiene 8.347 habitantes en el año 2012, y pertenece al municipio de Frederikshavn.
Es una pequeña ciudad turística y pesquera, conocida sobre todo por la célebre escuela pictórica que se desarrolló en ella durante finales del siglo XIX.

## Geografía

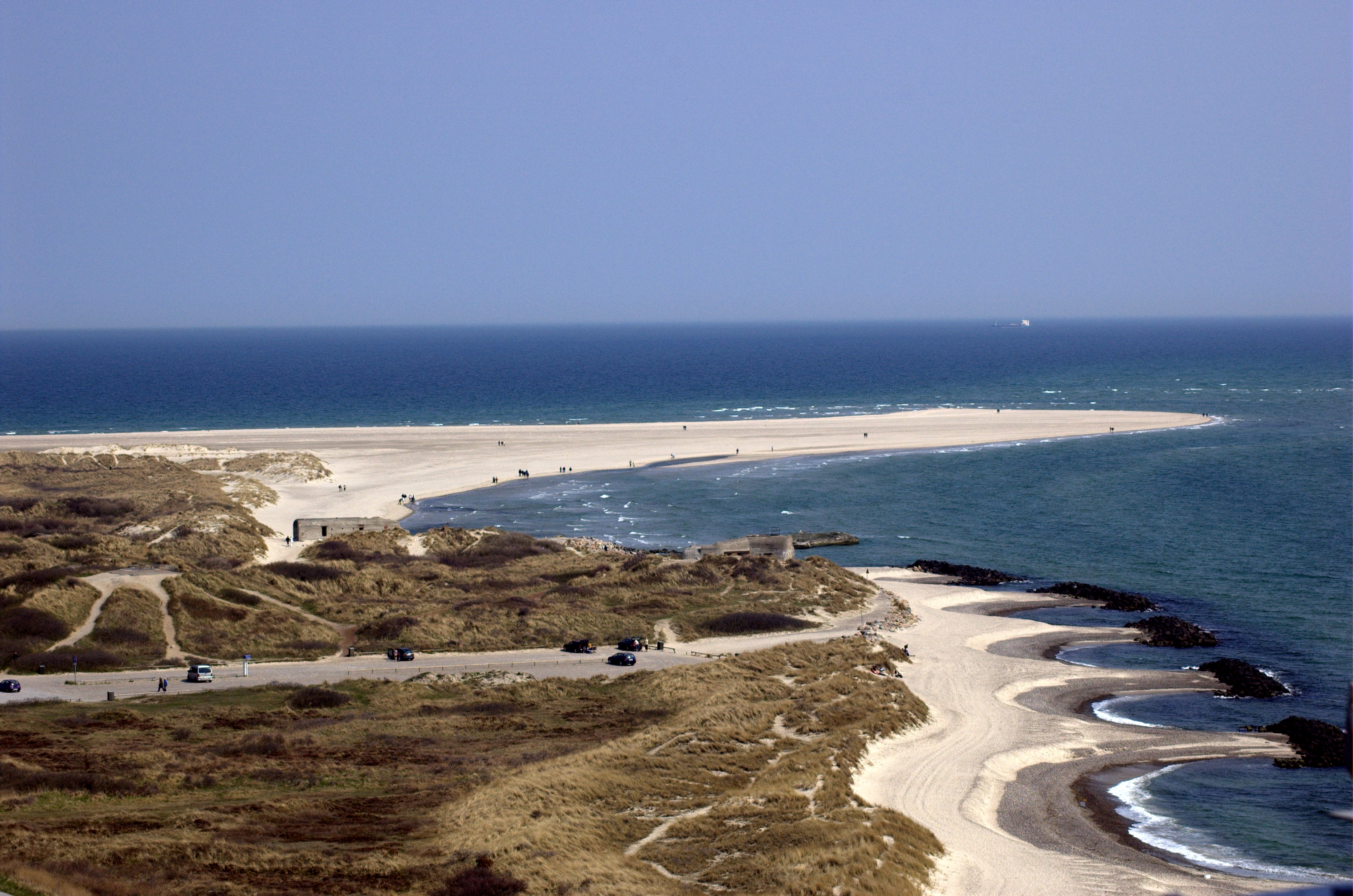
El punto más al norte de Dinamarca recibe el nombre de Grenen ("La rama").

Skagen toma su nombre de la región, que se proyecta en las aguas entre el mar del Norte y los estrechos de Dinamarca. Skagen está considerado como la frontera entre el Skagerrak (que recibe su nombre de Skagen) y el Kattegat. En su punto más extremo es un cabo arenoso conocido como Grenen. Aquí es posible experimentar la vista de olas chocando a cada lado de la punta.
La carretera nacional danesa 40 también pasa a través de Skagen.
Skagen se extiende hacia el noreste rodeado por las siguientes aguas:
- al este se encuentra la bahía de Ålbæk (Ålbæk Bugt) y después de ella las aguas del Kattegat, el estrecho que separa Dinamarca de Suecia
- al oeste se encuentra la bahía de Tannis (Tannis Bugt) y después de ella las aguas del Skagerrak, el estrecho que separa Dinamarca de Noruega

## Descripción
La región es muy pintoresca y se distingue por sus casas bajas y amarillas con tejados de teja roja agrupadas en regiones de playa. Los paisajes impresionantes y salvajes fueron ampliamente modificados por un severo proceso de desertificación que golpó el área en los siglos XVIII y XIX.
Los problemas con las dunas móviles y la desertificación quedaron bajo control a finales del siglo XIX y principios del XX con plantaciones a gran escala de hierbas, arbustos y abetos. Dos dunas migratorias significativas permanecen en el área, incluyendo la enorme Råbjerg Mile. 
La región sigue siendo un popular destino turístico, visitado por muchas personas cada año. Un momento cumbre del año es la celebración de la noche de San Juan (Sankt Hans Aften) en la playa con hogueras y canciones.
Skagen es el lugar donde se ambientan partes pequeñas pero importantes de las novelas de Jonathan Coe: The Rotters Club y The Closed Circle.

## Historia

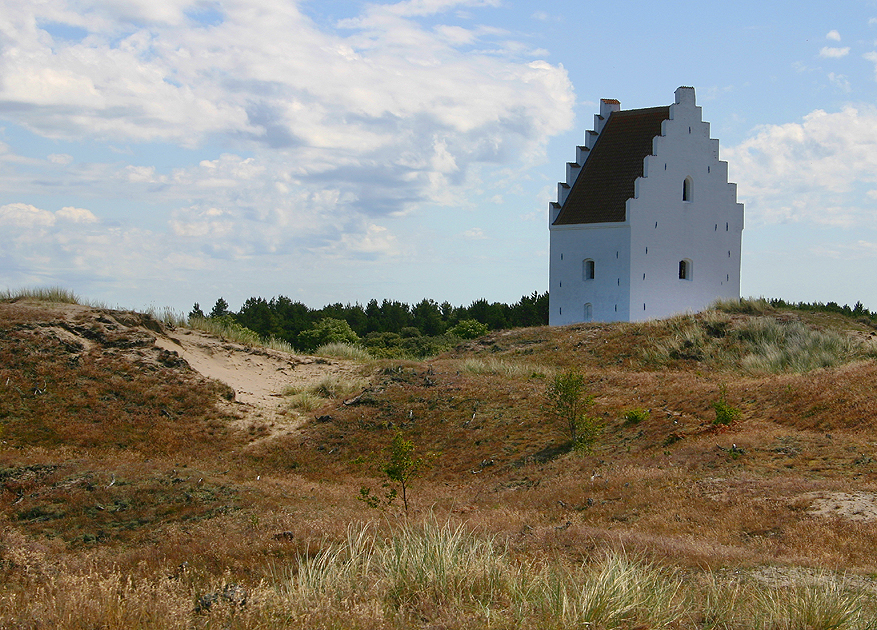
La iglesia hundida en la arena (tilsandede kirke) de Skagen.

Siempre escasamente poblada, hasta tiempos recientes Skagen ha sido de interés principalmente para los marineros. De la región hoy conocida como Skagen, Plinio el Viejo dice (Libro IV.97):
"Promenturium Cimbrorum excurrens in maria longe paeninsulam efficit quae Tastris appellatur."
"El promontorio de los cimbros se interna muy lejos en los mares formando una península llamada Tastris."
El nombre Tastris es un hapax legomenon, documentado solo una vez en toda la historia. Su significado es desconocido: puede ser el nombre asignado por la cultura pre-indoeuropea mesolítica que en el pasado habitaron en la región, o por los posteriores dedicados a la agricultura.
Skagen, por otro lado, parece seguir la descripción de Plinio de ser una proyección que se lanza a los "mares" (maria). Hay un conjunto de palabras oscuras en los idiomas germánicos modernos que parecen relevantes: el inglés "skeg", una proyección de la quilla de un barco; el sueco "skägg", barba. La raíz permanece aún sin identificar.
En un pasado era una zona remota de pesca, y se convirtió en un lugar cada vez más fácil para viajar a después de que se conectara con el resto del país a través de una línea de ferrocarril en 1890. Una carretera pavimentada le siguió en los años 1940.

## Atracciones
El cabo en Grenen, el punto más septentrional de Dinamarca, es un lugar espectacular donde se encuentran dos partes de mar del Norte, el Kattegat y el Skagerrak. Esto hace que sean unas aguas turbulentas, en las que son comunes los encallamientos y naufragios. Las frecuentes pérdidas de embarcaciones, y la ubicación estratégica como la puerta de entrada al mar Báltico llevó a que Skagen fuera el lugar donde se colocó uno de los primeros faros de Dinamarca, el Vippefyr, construido en el siglo XV. Una reconstrucción del faro se encuentra al norte de la ciudad de Skagen. 
La desertificación que golpeó la región en los siglos XVIII y XIX llevaron al abandono de la antigua iglesia parroquial a las arenas migratorias — la famosa Iglesia Enterrada (Den tilsandede Kirke). La torre de la iglesia sigue sobresaliendo de las dunas, pues fue dejada como un marcador marino cuando la iglesia fue abandonada a finales del siglo XVIII.
En el centro de Skagen hay un museo de ositos de peluche llamado Skagen Bamsemuseum. Los ositos que se muestran pertenecen a la colección privada de la propietaria Jonna Thygesen.

## Museo de Skagen
La región está muy relacionada con los pintores de Skagen, una comunidad de artistas (colonia de artistas), que marcharon hacia esta región pintoresca, y entonces bastante intacta, a finales del siglo XIX para escapar de la ciudad y para documentar artísticamente una forma de vida que se daban cuenta de que pronto desaparecerían.  
El museo de Skagen fue fundado en el comedor del Hotel Brøndum en octubre de 1908. El químico Victor Chr. Klæbel, propietario del hotel, Degn Brøndum, y artistas, Michael Ancher, P.S. Krøyer y Laurits Tuxen fueron elegidos para formar el primer consejo de miembros. Después de la muerte de P.S. Krøyer en 1909, su casa en la Plantación Skagen fue usada como museo. En 1919, Degn Brøndum donó el viejo jardín del hotel al Museo de Skagen. El edificio del museo fue comenzado en 1926. El nuevo museo fue inaugurado en septiembre de 1928. 
En 1982 las salas de exposiciones se ampliaron con un anexo diseñado por el topógrafo real, el arquitecto Jacob Blegvad. El mismo arquitecto también diseñó la posterior extensión del museo inaugurado en 1989. En 1997 la administración del museo se trasladó a la Escuela Técnica. Hoy el museo de Skagen tiene más de 1950 obras a su disposición.

## Residentes famosos en la ciudad

Tarde de verano en la playa de Skagen. El artista y su esposa (Sommeraften ved Skagens strand. Kunstneren og hans hustru) pintura de Peder Severin Krøyer. 1899.
La colección Hirschsprung, Copenhague.

Los pintores de Skagen, que disfrutaban la reputación de una forma de vida bohemia, abarcaba no solo pintores, sino también escritores, así como otras personas influyentes. Mientras que solo unos pocos eran residentes permanentes en la región, a menudo se les unían amigos, especialmente en los meses de verano. Entre estos notables visitantes y residentes de la época estaban los escritores Holger Drachmann, Georg Brandes, Hans Christian Andersen y Henrik Pontoppidan, los artistas Peder Severin Krøyer, Marie Triepcke Krøyer Alfvén, Christian Krohg, Michael Ancher y Anna Ancher, y los compositores Carl Nielsen y Hugo Alfvén. A menudo se les unían en la zona del Hotel Brøndum, que todavía hoy está en operación.

## Galería de imágenes

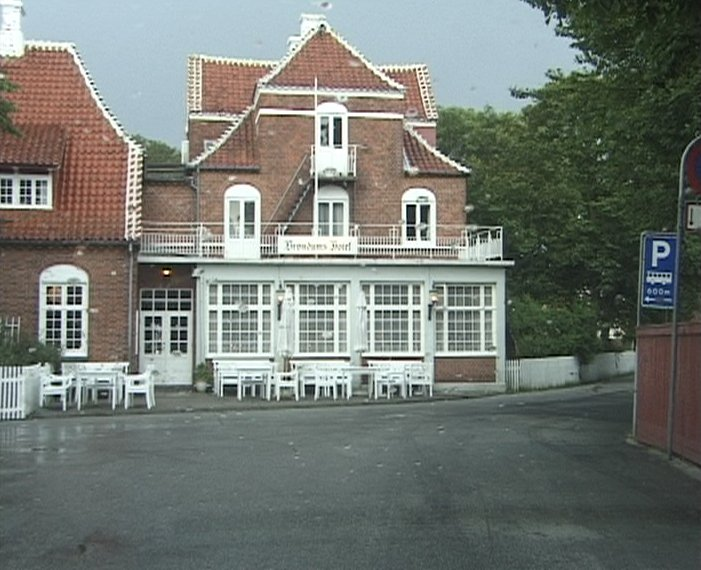
El histórico hotel Brøndum en Skagen, Dinamarca. 2002.
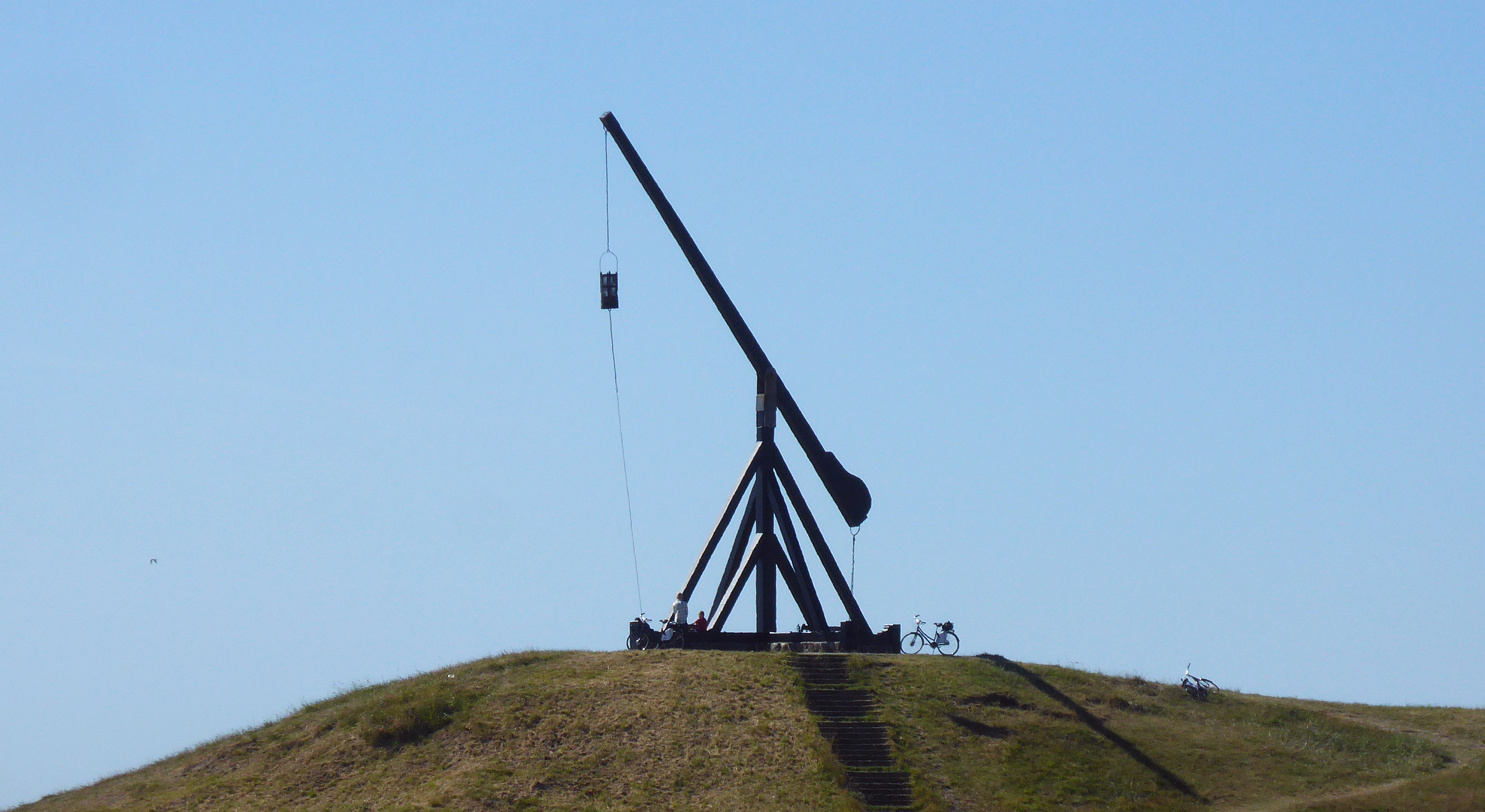
Reconstrucción: Vippefyr 1627 - 1747
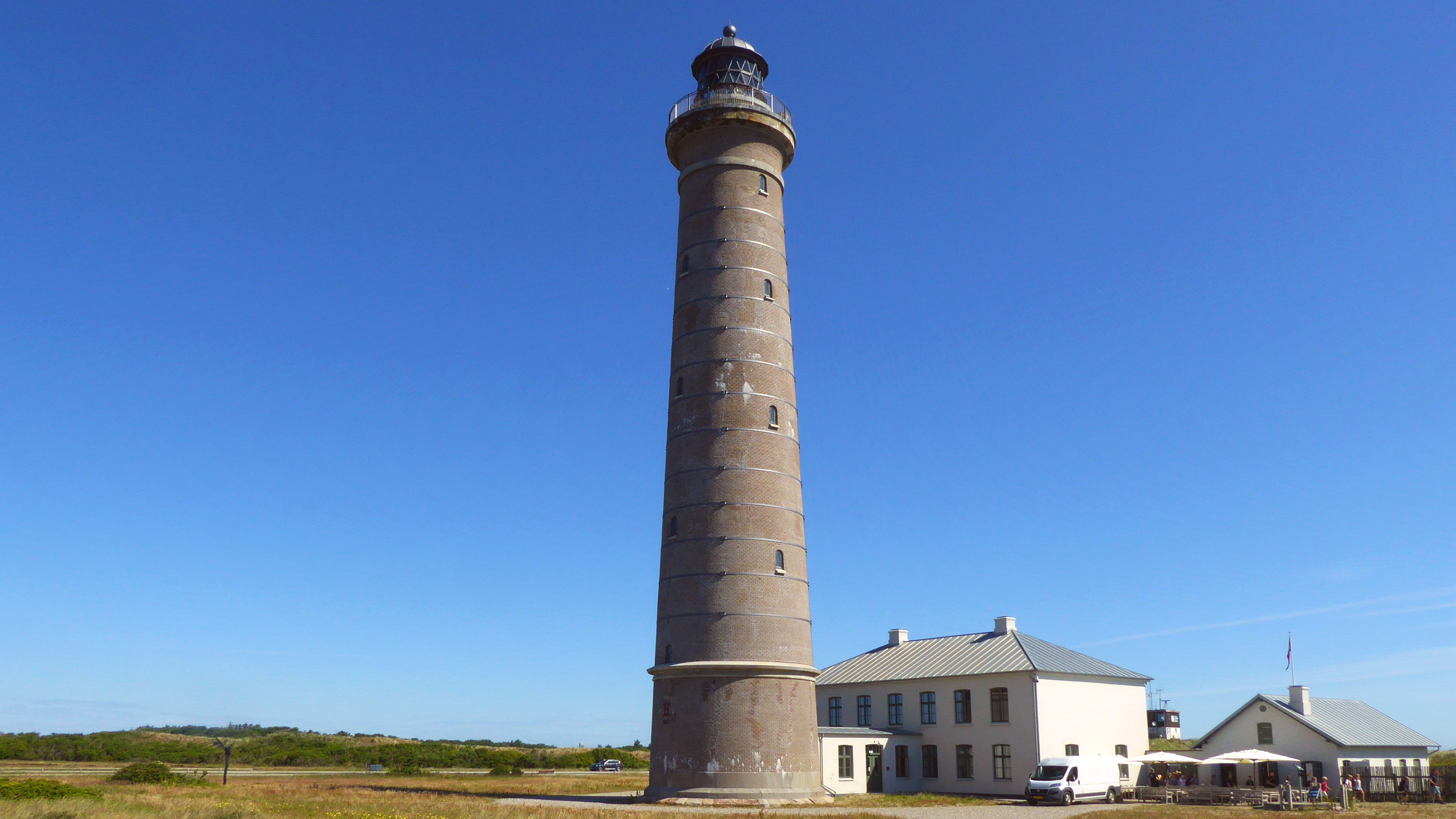
El faro de Skagen de los años 1850.
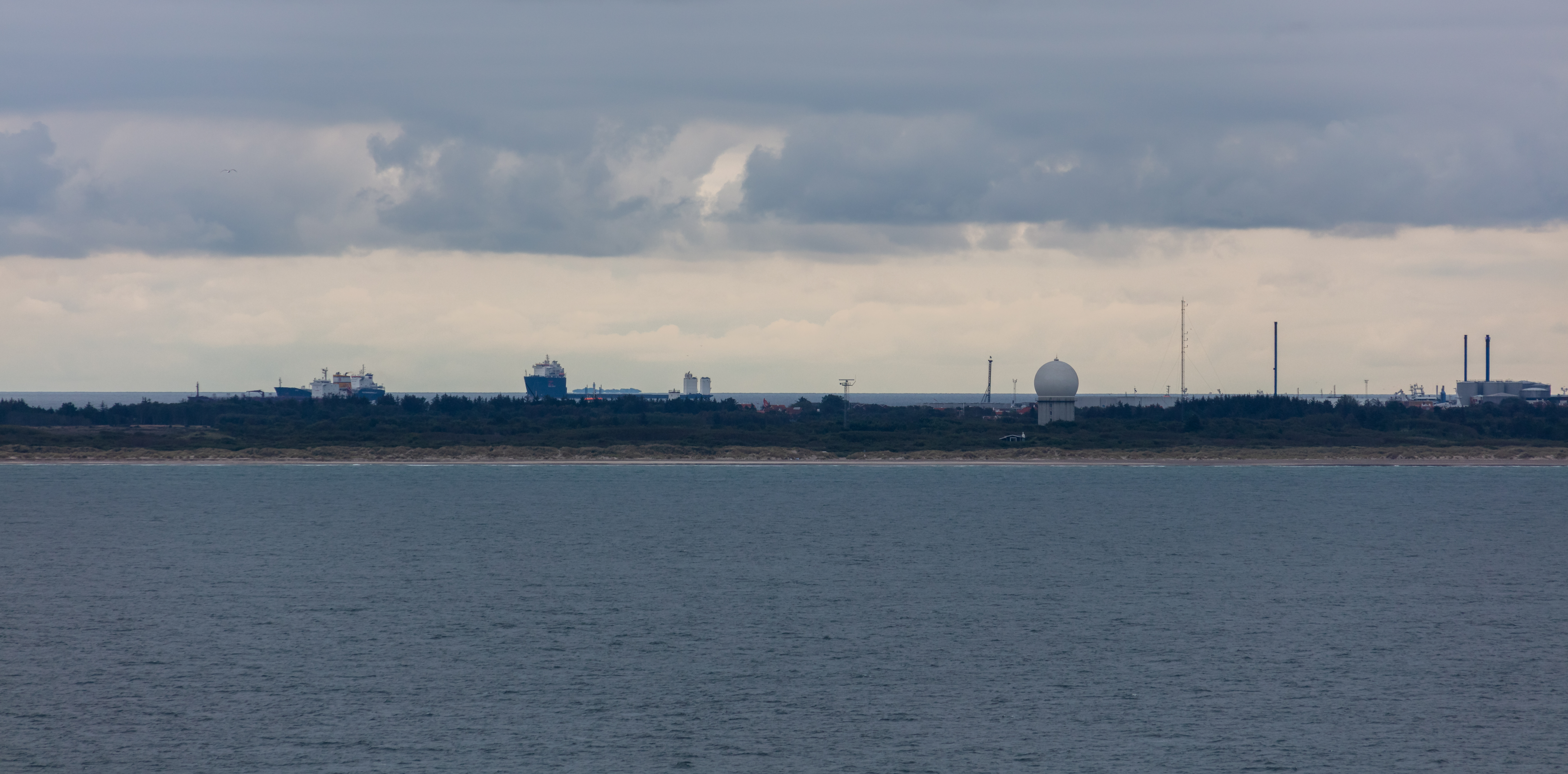
Vista de Skagen desde un navío.